# Línea 503 (Punta Alta)
La línea 503 es una línea de transporte urbano de pasajeros de la ciudad de Punta Alta, Argentina. El servicio es prestado por Compañía Belgrano S.A. con un valor actual de $880,00. Para el uso del mismo, se hace uso del Sistema Único de Boleto Electrónico (SUBE), con el cual se accede a descuentos y al Boleto Estudiantil financiado por el municipio de Coronel Rosales.

## Recorridos

### IDA
Río Bermejo y Espora (inicio de recorrido), Río Bermejo, Avellaneda, Río Colorado, Espora, Río Grande, Brown, Río Bermejo, Paso, Río Gallegos, Roca, Malvinas, 25 de Mayo, 12 de Mayo, Roca, San Martín, Buchardo, Bernardo de Irigoyen, Brown, Mitre, Roca, Rosales, Colón, Acceso Puesto 1, Interno Base Naval (final de recorrido).

### REGRESO
Interno Base Naval (inicio de recorrido), Puesto 1, Avda. de la Estación S/N, Cooperativa Obrera Suc. N.º 68, Colón, Alberdi, Humberto Primo, Urquiza, 25 de Mayo, Rivadavia, Avellaneda, Mitre, Espora, 9 de Julio, Humberto Primo, 12 de Mayo, 25 de Mayo, Río Gallegos, Paso, Río Bermejo, Brown, Río Grande, Espora, Río Bermejo y Espora (final de recorrido).

#### Nota 1
En el horario de ingreso a la Base Naval Puerto Belgrano (lunes a viernes de 05:35 a 07:00), el recorrido de salida de la línea 503, se ajustará al siguiente detalle:
IDA: Río Bermejo y Espora (inicio de recorrido),Bermejo, Avellaneda, Río Colorado,
Espora, Río Grande, Brown, Río Bermejo, Paso, Río Gallegos, Roca, Antártida Argentina, Colón, acceso a Base Naval Puerto Belgrano por Puesto 12, Interno Base Naval (final de recorrido).

#### Nota 2
En el horario de egreso de la Base Naval Puerto Belgrano (lunes a viernes 14:00), el recorrido de salida de la línea 503, se ajustará al siguiente detalle:
REGRESO: Interno Base Naval (inicio de recorrido), Puesto 12, Colón, Islas Malvinas, 25
de Mayo, Río Gallegos, Paso, Río Bermejo, Brown, Río Grande, Espora, Río Bermejo y Espora (final de recorrido).

#### Nota 3
Durante el período escolar, y en el horario de ingreso de los educandos (07.30 y 12:30), el recorrido de salida de la línea 503, se modificará en estos horarios conforme al siguiente detalle:
IDA: Río Bermejo y Espora (inicio de recorrido),Bermejo, Avellaneda, Río Colorado, Espora, Río Grande, Brown, Río Bermejo, Paso, Río Gallegos, Roca, Malvinas, 25 de Mayo, 12 de Mayo, Roca, San Martín, Buchardo, Bernardo de Irigoyen, Brown, Mitre, Roca, Villanueva, 25 de Mayo, Rosales, Colón, Acceso Puesto 1, Interno Base Naval (final de recorrido).